# Karadeniz Teknik Üniversitesi

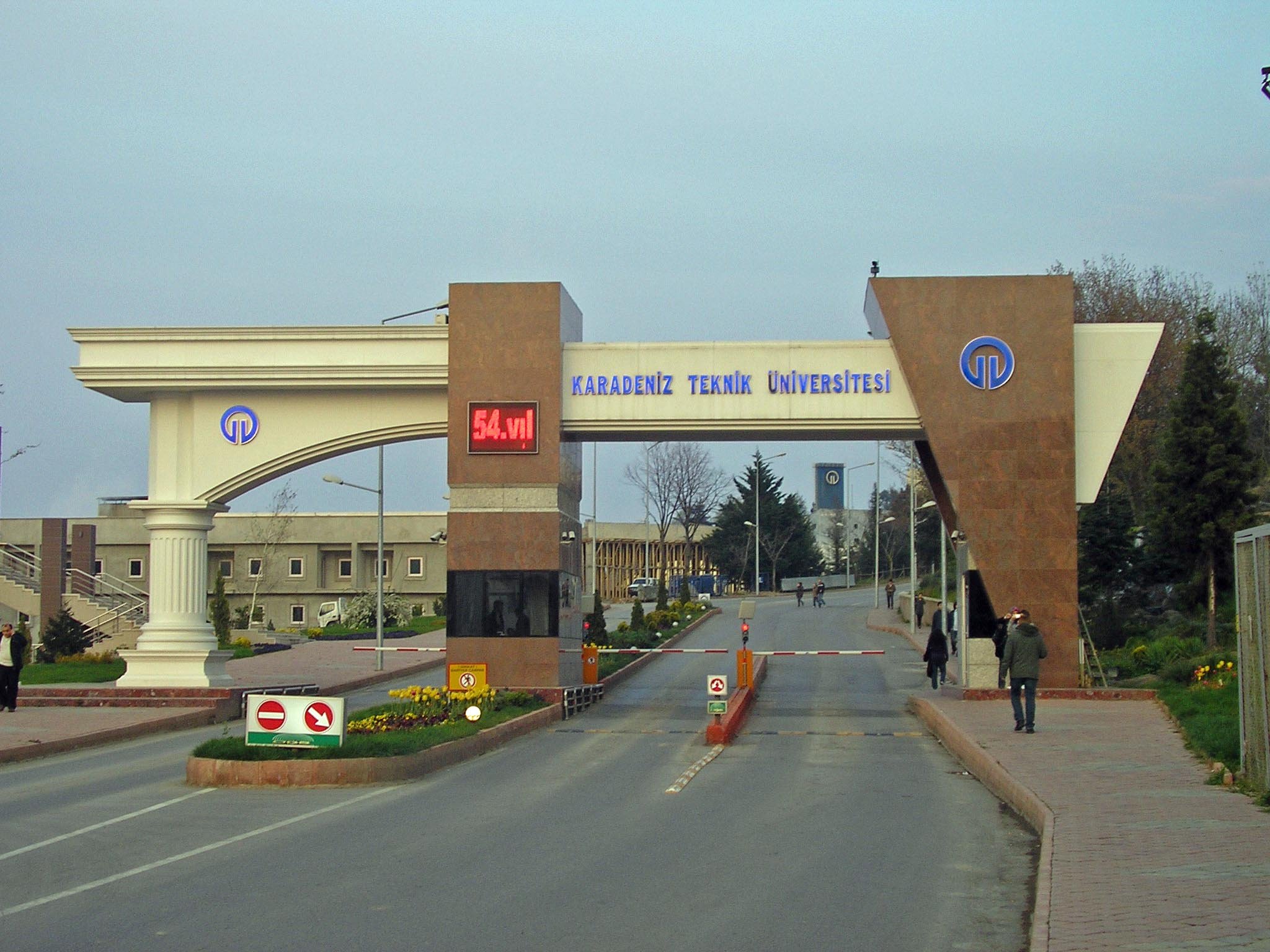

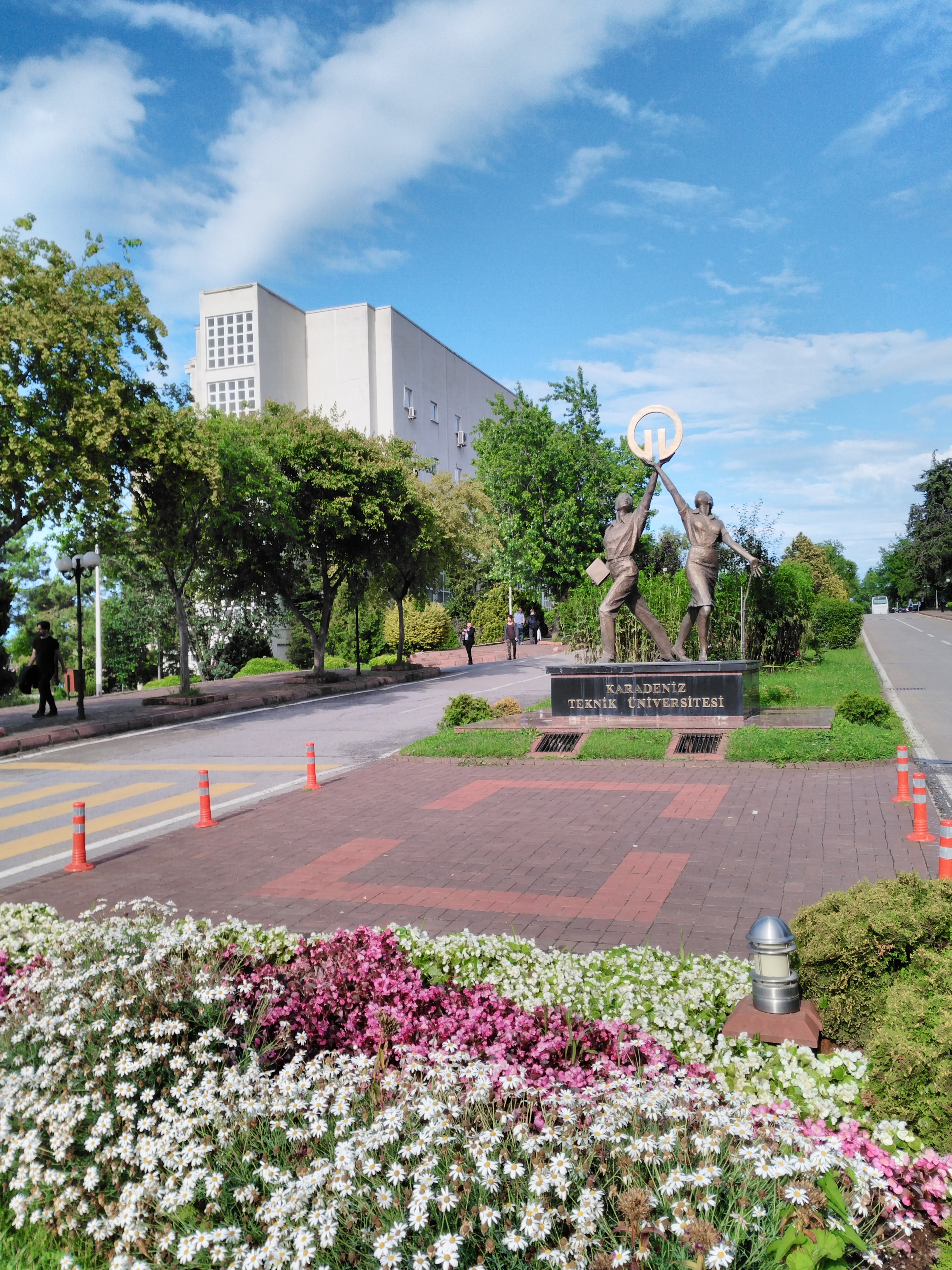

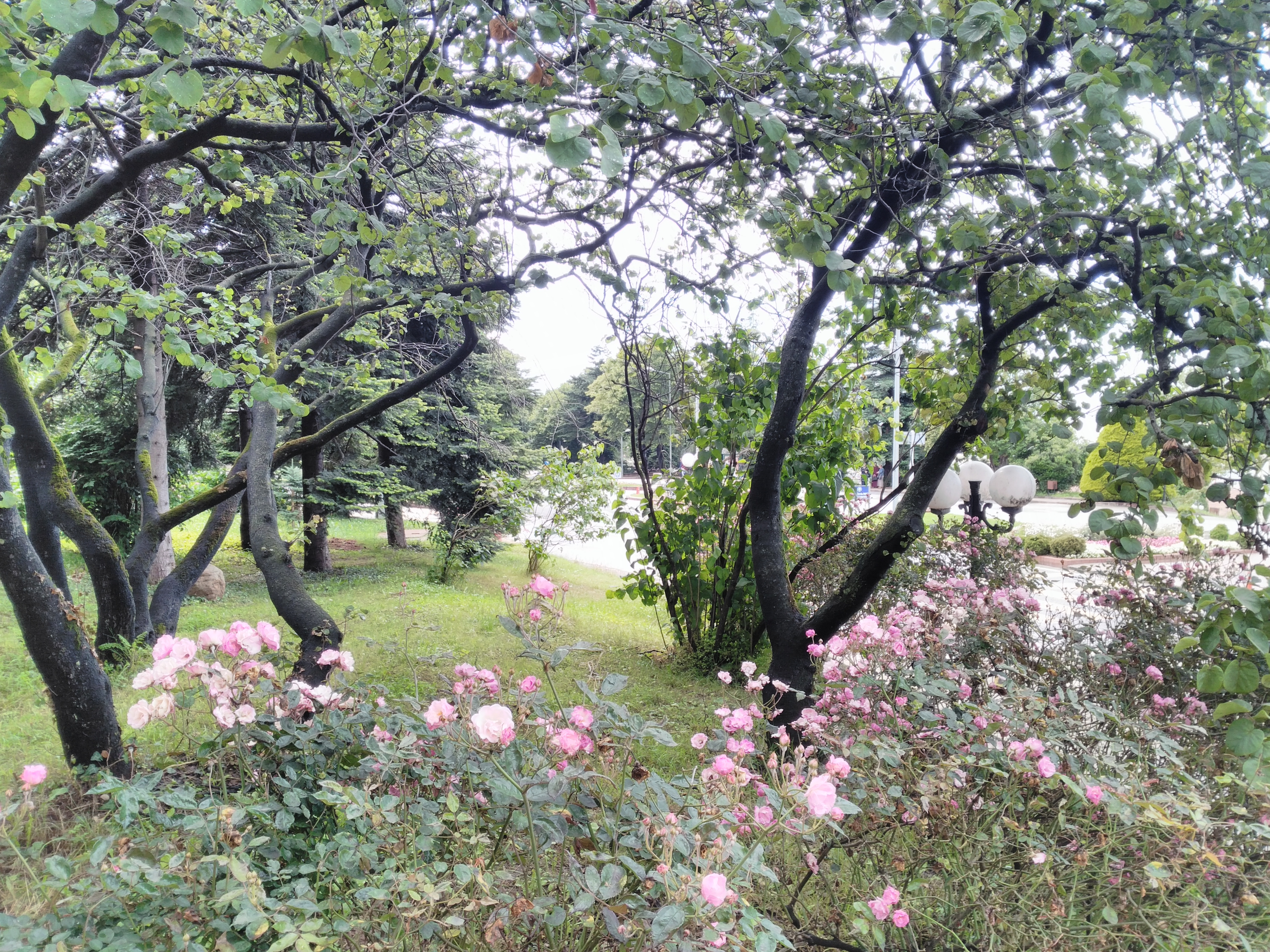

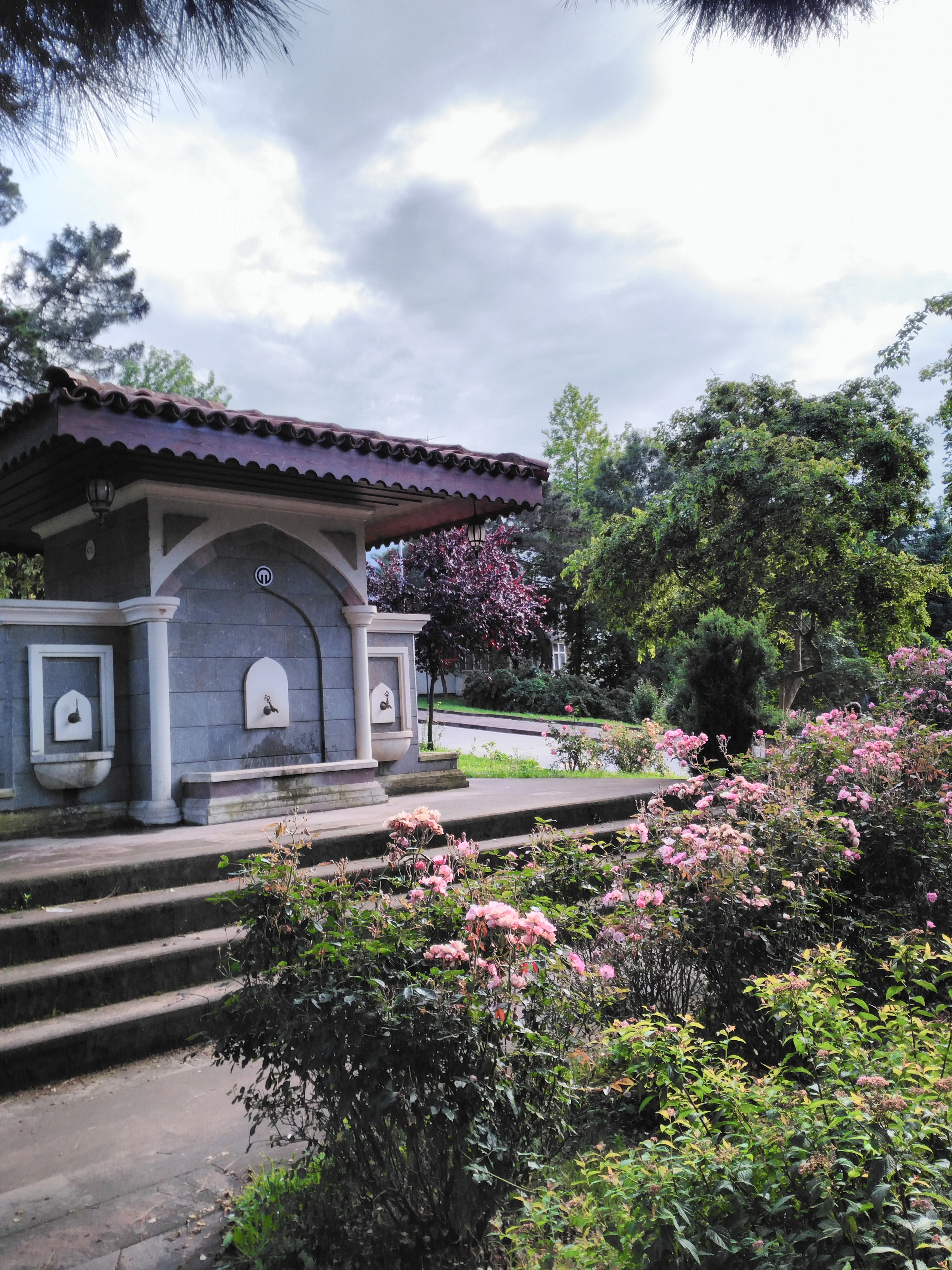

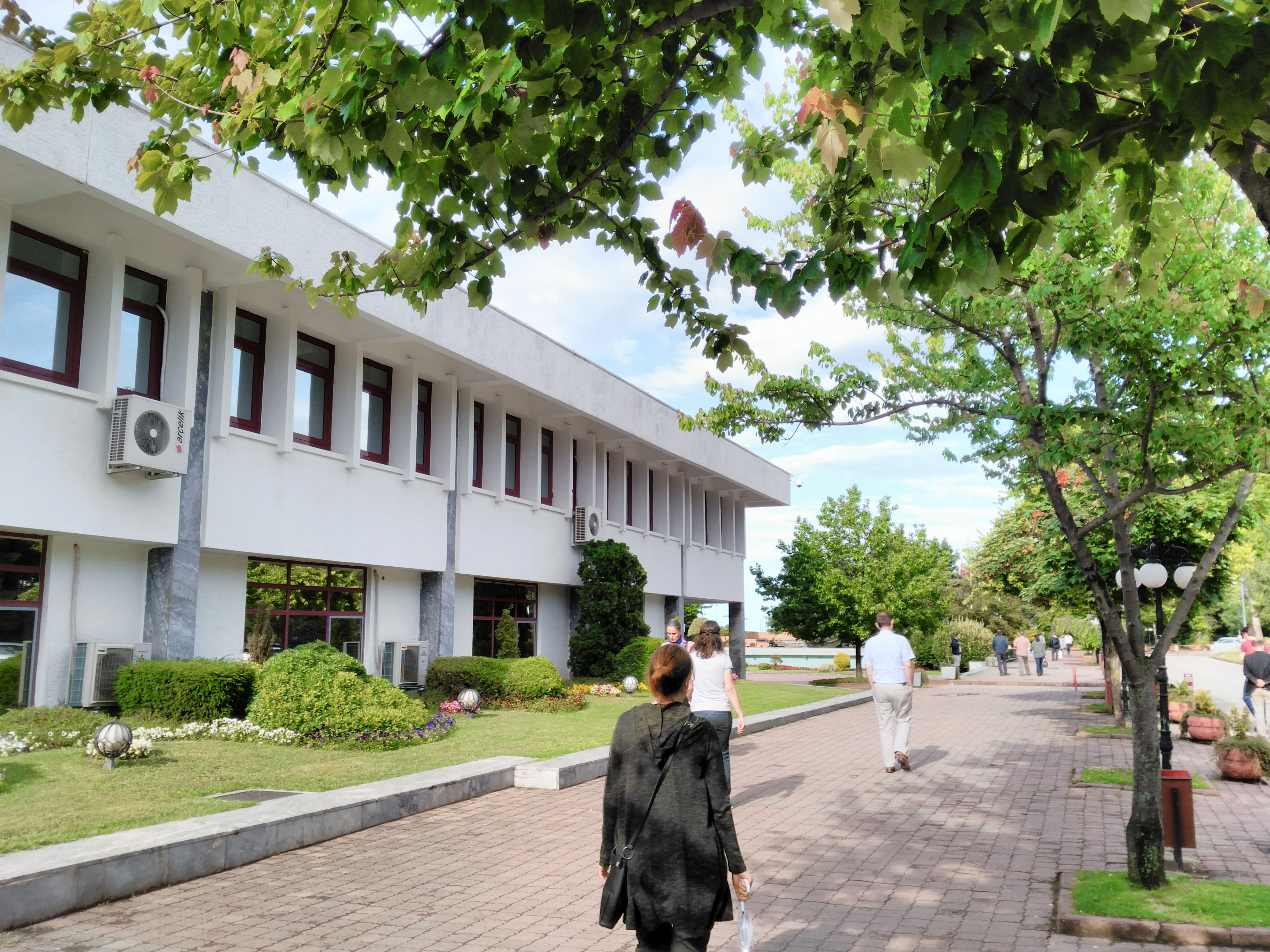

Die Karadeniz Teknik Üniversitesi (kurz: KTÜ) in Trabzon in der gleichnamigen Provinz im Norden der Türkei, ist die viertälteste Universität der Türkei.

## Geschichte
Die Karadeniz Teknik Üniversitesi wurde nach einem Vorschlag des damaligen Abgeordneten Mustafa Reşit Tarakçıoğlu und 28 seiner Freunde nach dem Gesetz 6594 am 20. Mai 1955 gegründet.
Die Universität nimmt am Erasmus-Programm und am Mevlana Exchange Program teil.

## Organisatorischer Aufbau
Die KTÜ ist in verschiedenen Städten der Provinz Trabzon mit insgesamt 12 Niederlassungen vertreten, wobei die Hauptniederlassung der Kanuni Campus ist.

### Kanuni Campus (Hauptniederlassung)
Das höchste Amt ist das Rektorat. Es folgen elf verschiedene Fakultät. Zwei Berufsschulen, eine für Gesundheitsdienste und eine für Tourismus und Hospitality Management werden angeboten. Weiters gibt es vier Institute und ein Forschungszentrum.

### Fatih Campus
Sie ist der Bildungsfakultät Fatih untergeordnet und es wird eine Fakultät für Kommunikation angeboten. Sie ist ein staatliches Konservatorium, hat eine Turn- und Sportschule und hat ein Institut für Erziehungswissenschaften. Weiters ist die Berufsschule für Theologie Trabzon angeschlossen.

### Akçaabat Campus
- Fakultät der Schönen Künste
- Berufsschule Trabzon

### Sürmene Campus
- Fakultät für Meereswissenschaften Sürmene
- Abdullah Kanca Berufsschule

### Muammer Dereli Campus
- Fakultät für Meereswissenschaften Sürmene (Abteilung für Marine Transport, Management und Maschinenbau)

### Beşikdüzü Campus
- Berufsschule Beşikdüzü

### Of Campus
- Technische Fakultät Of

### Vakfıkebir Campus
- Berufsschule Vakfıkebir

### Maçka Campus
- Berufsschule Maçka

### Arsin Campus
- Berufsschule Arsin

### Yalıncak Campus
- Theologische Fakultät

### Küstencampus
- Berufsschule für Tourismus und Hospitality Management
- Institut für Meereswissenschaft- und Technologie
- Küstenerholungseinrichtungen